# Nikolaï Bortnikov
Pour les articles homonymes, voir Bortnikov.
Nikolaï Stefanovitch Bortnikov (Никола́й Стефа́нович Бо́ртников), né le 25 mars 1946 à Bolchaïa Kazinka dans l'oblast de Voronej, est un géologue soviétique et russe, spécialiste de minéralogie et de géologie des gisements de minerais. Il est académicien de l'Académie des sciences de Russie depuis 2008,  directeur scientifique de l'Institut de géologie des gisements de minerais, de pétrographie, de minéralogie et de géochimie (à partir de 2015), secrétaire-académicien du département des sciences de la Terre depuis 2022.

## Biographie
Il naît en 1946 dans le village de Bolchaïa Kazinka du raïon de Pavlovsk (oblast de Voronej). Il est diplômé en 1968 de l'Institut de prospection géologique Ordjonikidzé de Moscou, dans la spécialité ingénieur des mines-géologue (prospection et exploration de gisements de métaux rares et radioactifs), puis travaille à l'Institut de géologie des gisements de minerais, de pétrographie, de minéralogie et de géochimie.
De 1972 à 1975, il étudie comme aspirant à l'Institut de minéralogie expérimentale de l'Académie des sciences de l'URSS sous la direction du professeur Ivan Nekrassov. En 1977, il soutient sa thèse dans le domaine de la géochimie sur le thème Relations de phases dans le système Pb - Sn - Sb - S en conditions hydrothermales. Il retourne en 1976 à l'Institut de géologie des gisements de minerais, de pétrographie, de minéralogie et de géochimie en tant que chercheur scientifique, puis directeur de recherches (1986).
En 1995, il obtient son doctorat en sciences géologiques et minéralogiques pour sa thèse Analyse paragénétique des associations minérales dans les minerais des gisements hydrothermaux de métaux non ferreux et nobles. En 1996, il est élu à la tête du laboratoire de minéralogie du même institut, occupant ce poste jusqu'en 2009.
De 1997 à 2004, il travaille au département de géologie, géophysique, géochimie et sciences minières de l'Académie des sciences de Russie (transformé en département des sciences de la Terre de l'Académie des sciences de Russie) en tant qu'académicien-secrétaire adjoint.
En 2004-2014, il est directeur de l'Institut de géologie des gisements de minerais, de pétrographie, de minéralogie et de géochimie, vice-président du conseil de direction des instituts de l'Académie des sciences de Russie. En 2014-2015, il fait fonction de directeur par intérim et à partir de 2015 il est directeur scientifique de l'institut.
Le 22 mai 2003, il est élu membre correspondant de l'Académie des sciences de Russie au département des sciences de la Terre (minéralogie, processus de formation des minerais), académicien, le 29 mai 2008. Il est vice-secrétaire académicien du département de géologie, de géophysique, de géochimie et de sciences des mines à partir de 1997; après son changement en département des sciences de la Terre en 2022, il dirige la section de géologie, de géophysique, de géochimie et de sciences des mines (2013-2022).
Il devient membre en 2017 du présidium de l'Académie des sciences de Russie. En 2022, il est nommé secrétaire-académicien du département des sciences de la Terre.
En 1996-2001, il est expert de la Fondation russe pour la recherche fondamentale, membre du Conseil d'experts de la Fondation russe pour la recherche fondamentale (sciences de la Terre) en 2002-2004. Depuis 2001, il est expert en projets scientifiques du ministère des Ressources naturelles de la fédération de Russie. Depuis 2013, Nikolaï Bortnikov est professeur de l'université d'État Lomonossov de Moscou.
Il est rédacteur en chef de revues scientifiques, telles que La Géologie des gisements de minerais «Геология рудных месторождений»  et Rapports de l'Académie des sciences de Russie. Sciences de la Terre. «Доклады Российской академии наук. Науки о Земле».